# David Miller (sångare)
David Miller, född 14 april 1973 i San Diego, Kalifornien, USA, är en amerikansk sångare (tenor) och skådespelare, medlem i operapopgruppen Il Divo.

## Diskografi

### Med Il Divo
Studioalbum
- 2004 – Il Divo
- 2005 – The Christmas Collection
- 2005 – Ancora
- 2006 – Siempre
- 2008 – The Promise
- 2011 – Wicked Game
- 2013 – A Musical Affair
- 2015 – Amor & Pasión
- 2018 – Timeless

Livealbum
- 2009 – An Evening with Il Divo: Live in Barcelona
- 2014 – Live in Japan

Samlingsalbum
- 2012 – The Greatest Hits